# Гюмюш, Синан
Синан Гюмюш (тур. и нем. Sinan Gümüş; род. 15 января 1994 года, Пфуллендорф) — турецкий и немецкий футболист, вингер клуба «Эюпспор».

## Клубная карьера
Синан Гюмюш, родившийся в Германии, начинал свою карьеру футболиста в немецком клубе «Штутгарт», выступая за его резервную команду в Третьей лиге.
Летом 2014 года Синан Гюмюш перешёл в турецкий «Галатасарай». 26 декабря 2014 года он дебютировал в турецкой Суперлиге, выйдя на замену в самой концовке гостевого поединка против «Генчлербирлиги». 27 декабря 2015 года Синан забил свой первый гол на высшем уровне, сравняв счёт в гостевой игре с «Кайсериспором». 26 января 2016 года он сделал хет-трик в первом тайме домашнего матча против «Кастамонуспора», проходившего в рамках Кубка Турции 2015/16. Спустя почти 4 месяца Синан повторил это достижение в домашней игре с «Кайсериспором», в последнем туре Суперлиги 2015/16.

## Достижения
«Галатасарай»
- Чемпион Турции (2): 2014/15, 2017/18
- Обладатель Кубка Турции (2): 2014/15, 2015/16
- Обладатель Суперкубка Турции: 2016